# Lourdes Canale
Lourdes Canale Ruiz (Ciudad de México, 11 de febrero de 1934-Ciudad de México, 8 de agosto de 2012) fue una actriz mexicana.

## Biografía y carrera
Debutó como actriz teatral, en la década de los cincuenta. En 1953, fundó, junto a Miguel Sabido, Ernesto de la Peña e Irene Sabido, La Cofradía de Teatro Ritual Popular Mexicano, para buscar las raíces culturales del teatro mexicano. Años más tarde, debutó en el cine con películas como La verdadera vocación de Magdalena de 1972, Las Poquianchis de 1976, y Divinas palabras de 1977. Posteriormente, apareció en televisión y actuó en varias telenovelas como Cuna de lobos de 1986, Los hijos de nadie de 1997, y Sin pecado concebido de 2001. 
En 2004, realizó uno de sus personajes más recordados interpretando a la profesora Hilda en la telenovela juvenil Rebelde. Su último papel como actriz lo tuvo en la telenovela juvenil de Nickelodeon Latinoamérica Miss XV como Doña Filomena Zapata «Miss Filo».

### Muerte
El 8 de agosto de 2012, Canale falleció en Ciudad de México a los 78 años de edad.

## Filmografía

### Películas
- Nocturno a Rosario (1992)
- Divinas palabras (1977)
- Las Poquianchis (1976)
- La verdadera vocación de Magdalena (1972) - Tere
- S.S. Glencairn (1967)

### Telenovelas
- Miss XV (2012) - Doña Filomena "Filo" Zapata
- Rafaela (2011) - Doña Rocío
- Niña de mi corazón (2010) - Doña Trini
- Mujeres asesinas (2010) - Juanita (episodio "Maggie, Pensionada")
- Zacatillo, un lugar en tu corazón (2010) - Madre[5]
- Verano de amor (2009) - Etelvina García Rosales
- La rosa de Guadalupe (2008) - Estela '"Estelita" Marcelín Solís (episodio "La maestra Estelita")
- Lola, érase una vez (2007) - Helena García[6]
- ¿Y ahora qué hago? (2007) - Anciana
- Mujer, casos de la vida real (2006)
- Rebelde (2004-2006) - Hilda Acosta
- Bajo la misma piel (2003) - Amiga de Esther y Rosita
- Clase 406 (2002-2003) - Doña Guillermina "Guille" Muñoz
- La otra (2002) - Madre Superiora
- Sin pecado concebido (2001) - Olga
- Primer amor... a mil x hora (2000-2001) - Susana
- Los hijos de nadie (1997) - Marta
- Mágica juventud (1992-1993) - Dolores[7]
- Al filo de la muerte (1991-1992) - Roberta[8]
- En carne propia (1990-1991) - Sara
- El extraño retorno de Diana Salazar (1988-1989) - Emma
- Cuna de lobos (1986-1987) - Carmen Alicia Macías Acuña "Carmelita"
- Nosotras las mujeres (1981) - María
- Vamos juntos (1979-1980)
- Yo no pedí vivir (1977) - Josefa
- El chofer (1974-1975) - Lulú